# Храм Феодора Студита у Никитских ворот
Храм преподобного Феодора Студита у Никитских ворот (церковь Смоленской иконы Божией матери) — православный храм в Пресненском районе Москвы. Принадлежит к Центральному благочинию Московской епархии Русской православной церкви.

## История
По некоторым данным, деревянная церковь на этом месте стояла ещё в 1470 году и была упомянута в летописи в связи с Московским пожаром 21 июля 1547 года. Однако, по достоверным документальным источникам, строительство церкви началось в 1624 и закончилось в 1626 году. Церковь была соборным храмом Феодоровского-Смоленского-Богородицкого мужского монастыря, основанного патриархом Филаретом, известного также как Фёдоровский больничный монастырь.

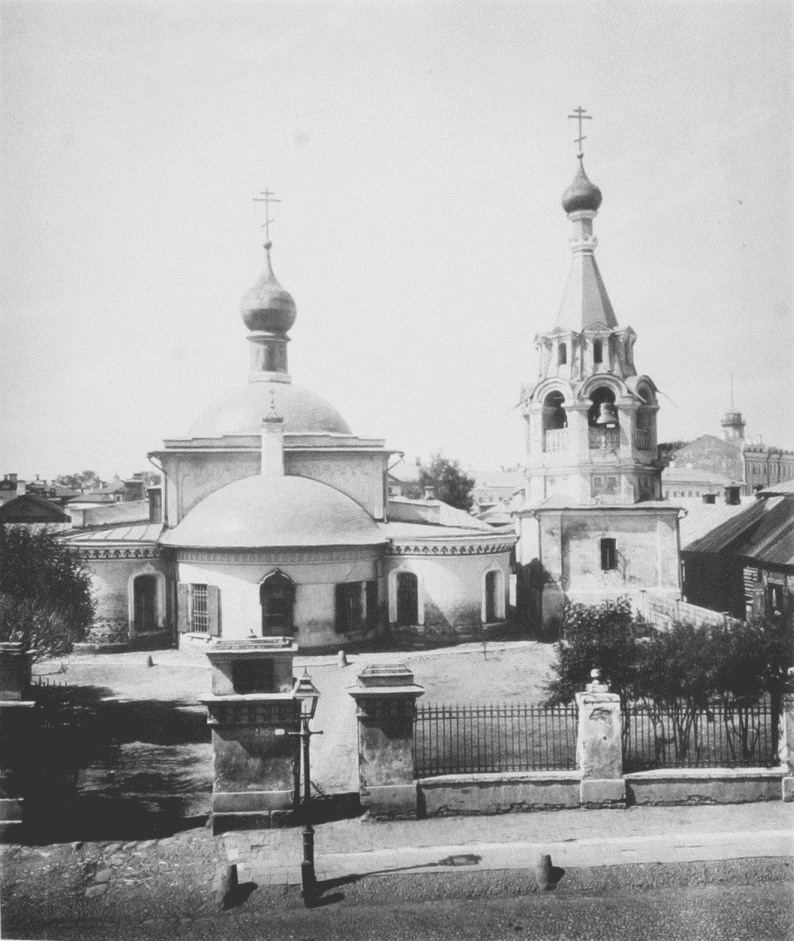
Фотография из альбома Николая Найдёнова 1883 года

В 1709 году монастырь упразднили, монахов перевели в Новинский монастырь, а храм к 1712 году сделали приходским. В этом приходе жила семья генерала Василия Суворова, который, вероятно, здесь же и был похоронен. Во всяком случае, москвовед Иван Снегирёв 3 июля 1864 года занёс в дневник: «Священнику церкви Федора Студита Преображенскому указал могилу у алтаря родителей Суворова и советовал возобновить надгробия». Данные о захоронении при храме Василия Суворова отсутствуют.
Храм сильно пострадал в Московском пожаре 1812 года, но в том же году его восстановили, сделав некоторые переделки: переложили своды, в трапезной вместо сводов установили потолочные перекрытия, добавили две колонны в расширенную арку трапезной, из пяти глав оставили только одну. С 1865 по 1873 год храм вновь подвергся значительной перестройке, в результате которой от изначального здания осталась только шатровая колокольня.
В 1922 году храм закрыли и осквернили, в его здании разместили ВНИИ жиров Министерства пищевой промышленности СССР, главы снесли, здание лишилось всей декоративной отделки. Уникальную для Москвы колокольню почти целиком снесли в 1937 году, остался только подклет, из которого сделали торговую палатку.
В 1960 году было выдвинуто предложение о реставрации здания и размещении в нём музея Александра Суворова, жившего неподалёку, однако работы начались только в 1980 году и продлились до 1990 года. В 1991 году здание передано Русской православной церкви, и в нём возобновлены богослужения.

## Духовенство
- Священник Павел Вишневский — настоятель церкви с 19 августа 1991 года. При нём возобновлено богослужение и закончены работы по восстановлению церкви.
- Игумен Ермоген (Голин) — настоятель церкви с 27 марта 1998 по 2016 год, с 2016 года — почётный настоятель храма. При нём закончена роспись церкви. Скончался 15 февраля 2021 года[3]. Вторым священником до 2000 года продолжал служить Павел Вишневский.
- Протоиерей Всеволод Чаплин — настоятель с 11 февраля 2016 по 26 января 2020 года[4]. Второй священник — протоиерей Алексий Фокин[5]
- Митрополит Иоанн (Рощин) — настоятель церкви с 23 июня 2020 года по 21 июля 2020 года[6][7].
- Протоиерей Димитрий Лин — настоятель церкви с 2020 года.